# Ordine della Stella e della Chiave dell'Oceano Indiano
Il Molto illustre ordine della Stella e della chiave dell'Oceano Indiano è un ordine cavalleresco di Mauritius.

## Storia
L'ordine è stato fondato nel 1992 per decorare le persone che hanno dato un contributo al progresso sociale nei paesi dell'Oceano Indiano. Può essere assegnato anche a cittadini stranieri. L'ordine viene assegnato il giorno dell'Indipendenza (12 marzo) dal presidente della Repubblica su raccomandazione del primo ministro.
I grand'ufficiali dell'ordine hanno diritto ai prefissi The Hon, Hons o The Honourable. I commendatori e gli ufficiali devono ricevere il permesso dal presidente per usare i prefissi. Gli insigniti stranieri non possono utilizzare i prefissi e i post nominali senza il permesso del presidente.

## Classi
L'ordine dispone delle seguenti classi di benemerenza che danno diritto a dei post nominali qui indicati tra parentesi:
- Gran commendatore (GCSK)
- Grand'ufficiale (GOSK)
- Commendatore (CSK)
- Ufficiale (OSK)
- Membro (MSK)

## Insegne
- Il nastro per le classi di gran commendatore e grand'ufficiale è giallo chiaro con strisce centrali verde, giallo, blu e rosso. Per le tre classi inferiori il nastro è blu chiaro con strisce centrali dei colori della bandiera.